# Office助手
Office小幫手（英語：Office Assistant）是指曾經內建於Microsoft Office的一套智慧使用者介面，旨在帮助用户更高效地使用Office软件，解决各种常见问题。
使用者可以藉由與動畫角色互動存取說明文件、學習如何操作Office軟體。此功能在Microsoft Office 97中首度推出，而在Microsoft Office 2003以後的版本便被移除。最為著名的Office小幫手是預設的大眼迴紋針，其形象至今仍以迴紋針表情符號的形式存在於Windows 11中。

## 技術原理
Office小幫手奠基於史丹佛大學關於人機互動介面的研究，透過Microsoft Bob與其後繼者Microsoft Agent所提供的對話引擎，以貝氏機率演算法在題庫中尋找最相近的解答。

## 歷史
根據阿蘭·庫珀的說法，Office小幫手的開發奠基於微軟對史丹佛大學一份人機互動研究的解讀。該研究指出，在使用滑鼠或鍵盤時，大腦中負責這些操作的部分同時也負責與其他人類互動時的情感反應，並認為這是人們對著電腦螢幕大吼大叫的原因。當時微軟得出的結論是：如果人類對電腦的反應如同對待他人，那麼在軟體中加入擬人的使用者介面或許有所幫助。
Office 小幫手在Microsoft Office 97中首度推出。Office小幫手的開發代號為 TFC，其中「C」代表「小丑」（clown）。每當程式判斷使用者需要協助、或是可以更有效率的完成操作時，Office小幫手就會出現，建議使用者閱讀使用說明、啟動對應的Office精靈、提供鍵盤快捷鍵或使用秘訣。舉例來說，如果在輸入地址後加上「Dear」，Office小幫手就會出現並詢問使用者：「你似乎正在寫一封信。需要幫忙嗎？」
微軟在Microsoft Office XP後允許使用者停用Office小幫手。
自Microsoft Office 2003起，Office安裝程式不再預設安裝Office小幫手。這也是最後一個提供Office小幫手的版本。
適用於Mac OS X作業系統的Office則直到Office 2004都仍內建Office小幫手。與Windows版不同的是，Mac版本的Office小幫手並非單獨存在於桌面上、而是固定在小型浮動視窗中。
自Microsoft Office 2007開始，微軟引入新的說明系統，Office小幫手正式走入歷史。

## 小幫手角色
大眼迴紋針（Clippit）

Word 97 中的小幫手們

暱稱 Clippy，繁體中文版稱為大眼迴紋針、簡體中文版稱為大眼夹。角色形象為一支有兩顆眼睛、能夠自由變形的迴紋針，由Kevan J. Atteberry所設計。因其為英語版Office預設的小幫手，也是最廣為人知的Office小幫手之一。
藍色之星
Office 圖示
孫悟空
英文版直譯為（美猴王），角色形象為飛天遁地變化自如、持金箍棒的Q版孫悟空。預設安裝於東亞發行的Microsoft Office中，為Microsoft Office XP多語言支援套件裡額外提供的角色。
（Saeko Sensei）
繁體中文版稱為Office小姐、簡體中文版稱為苗苗老师，角色形象為端坐於書桌前、穿著正裝的辦公室女性。預設安裝於東亞發行的Microsoft Office中，為Microsoft Office XP多語言支援套件裡額外提供的角色。

## 迴響
在內建Office小幫手的Microsoft Office多數版本中，Office小幫手預設為啟用狀態。由於Office小幫手的動畫、聲音與提示對使用者的干擾程度大，其提供的建議又往往不精確，甚至曾被CNET評選為「十大最糟產品」。

### 「消滅迴紋針」行銷活動
微軟在推出Microsoft Office XP後，在鼓吹使用者經驗提升的行銷活動中，便以「消滅迴紋針」作為訴求，強調Office XP能夠停用Office小幫手。微軟為此設立了officeclippy.com （页面存档备份，存于），並由喜劇演員吉爾伯特·哥特弗利德（以惱人嗓音聞名）配音製作了一系列「迴紋針大冒險」Flash動畫。故事大意以大眼迴紋針遭微軟開除失業、在外潛伏尋找復職方法、最後為Xbox控制器召回辦公室處理卡在軟碟機中的磁片作結。

### 仿作
大眼迴紋針啟發了不少戲謔的仿作。例如Vigor就是一套內建邪惡迴紋針小幫手的vi分叉。

## 後繼影響
大眼迴紋針作為最廣為人知的Office小幫手，成為了千禧年前後重要的文化符碼之一，其形象至今仍在微軟產品中以不同形式存在。舉例而言，Microsoft Office 2013的「辦公用品」應用程式主題中，可以見到粗眉毛的大眼迴紋針剪影；而Microsoft 365與Windows 11的迴紋針表情符號，也在微軟於推特上集滿兩萬讚的一場宣傳活動後，從善如流地換成大眼迴紋針角色。
微軟也並未放棄對話式人機互動介面，繼Office小幫手後，也引入如Cortana、Microsoft Copilot等語音助理產品。